# إيملي ماغيري
إيملي ماغيري (بالإنجليزية: Emily Maguire)‏ هي كاتبة غنائية بريطانية، ولدت في 8 مارس 1975.

## وصلات خارجية
- الموقع الرسمي
- إيملي ماغيري على موقع ميوزك برينز (الإنجليزية)
- إيملي ماغيري على موقع ديسكوغز (الإنجليزية)